# Мухаммад Ахтар
Мухаммад Ахтар (англ. Muhammad Akhtar; нар. 11 вересня 1930, Амритсар, Пенджаб, Британська Індія, нині Індія) — пакистанський борець вільного та греко-римського стилів, бронзовий призер Азійських ігор з греко-римської боротьби, бронзовий призер чемпіонату світу, дворазовий срібний призер Азійських ігор, триразовий чемпіон Ігор Співдружності, учасник двох Олімпійських ігор у змаганнях з вільної боротьби.

## Спортивні результати на міжнародних змаганнях

### Виступи на Олімпіадах
| Змагання                    | Збірна   | Вагова категорія          | Місце                      |
| --------------------------- | -------- | ------------------------- | -------------------------- |
| Літні Олімпійські ігри 1960 | Пакистан | вільна боротьба, до 62 кг | 6                          |
| Літні Олімпійські ігри 1964 | Пакистан | вільна боротьба, до 63 кг | вибув після другого раунду |

### Виступи на Чемпіонатах світу
| Змагання                        | Збірна   | Вагова категорія          | Місце  |
| ------------------------------- | -------- | ------------------------- | ------ |
| Чемпіонат світу з боротьби 1959 | Пакистан | вільна боротьба, до 62 кг | Бронза |

### Виступи на Азійських іграх
| Змагання           | Збірна   | Вагова категорія                 | Місце  |
| ------------------ | -------- | -------------------------------- | ------ |
| Азійські ігри 1958 | Пакистан | вільна боротьба, до 57 кг        | Срібло |
| Азійські ігри 1962 | Пакистан | греко-римська боротьба, до 63 кг | Бронза |
| Азійські ігри 1962 | Пакистан | вільна боротьба, до 63 кг        | Срібло |

### Виступи на Іграх Співдружності
| Змагання                | Збірна   | Вагова категорія          | Місце  |
| ----------------------- | -------- | ------------------------- | ------ |
| Ігри Співдружності 1958 | Пакистан | вільна боротьба, до 57 кг | Золото |
| Ігри Співдружності 1962 | Пакистан | вільна боротьба, до 70 кг | Золото |
| Ігри Співдружності 1966 | Пакистан | вільна боротьба, до 63 кг | Золото |